# Ivan Romanin
Ivan Romanin (* 11. Februar 1978 in Tolmezzo) ist ein ehemaliger italienischer Biathlet.
Ivan Romanin gab sein internationales Debüt bei den Biathlon-Juniorenweltmeisterschaften 1998 in Valcartier, wo er gemeinsam mit Patrick Oberegger, Patrick Rabanser und Alexander Inderst beim letztmals ausgetragenen Mannschaftswettbewerb die Bronzemedaille gewann und Siebte des Einzels sowie 13. des Sprints wurde. 1999 folgte das Debüt im Biathlon-Weltcup in Ruhpolding. Romanin wurde 83. des Sprints und belegte mit Wilfried Pallhuber, Patrick Favre und Pieralberto Carrara einen zehnten Platz mit der Staffel. Es blieben die einzigen Rennen im Weltcup für Romanin. Den größten Erfolg erreichte der Italiener gemeinsam mit Theo Senoner, Sergio Bonaldi und Helmuth Messner bei den Biathlon-Europameisterschaften 2001 in Haute-Maurienne, als er als Schlussläufer die Staffel auf den Bronzerang führte. Zudem wurde er Zehnter des Einzels, 34. des Sprints und 23. der Verfolgung. Letztes Großereignis wurden die Sommerbiathlon-Weltmeisterschaften 2003 in Forni Avoltri. In seiner Heimat erreichte er den 24. Platz im Sprint und wurde 23. des Verfolgers. 2005 lief er mit Rang neun in einem Verfolgungsrennen in Gurnigel zum einzigen Mal auf eine einstellige Platzierung bei einem Einzelrennen des Europacups. Schon 2000 verpasste er mit Theo Senoner, Giacomo Tiraboschi und Paolo Longo nur knapp einen Sieg in einem Europacup-Staffelrennen. 2005 beendete er seine Karriere.

## Platzierungen im Biathlon-Weltcup
Die Tabelle zeigt alle Platzierungen (je nach Austragungsjahr einschließlich Olympische Spiele und Weltmeisterschaften).
- 1.–3. Platz: Anzahl der Podiumsplatzierungen
- Top 10: Anzahl der Platzierungen unter den ersten zehn (einschließlich Podium)
- Punkteränge: Anzahl der Platzierungen innerhalb der Punkteränge (einschließlich Podium und Top 10)
- Starts: Anzahl gelaufener Rennen in der jeweiligen Disziplin

| Platzierung                              | Einzel | Sprint | Verfolgung | Massenstart | Staffel | Gesamt |
| ---------------------------------------- | ------ | ------ | ---------- | ----------- | ------- | ------ |
| 1. Platz                                 |        |        |            |             |         |        |
| 2. Platz                                 |        |        |            |             |         |        |
| 3. Platz                                 |        |        |            |             |         |        |
| Top 10                                   |        |        |            |             |         |        |
| Punkteränge                              |        |        |            |             | 1       | 1      |
| Starts                                   |        | 1      |            |             | 1       | 2      |
| Stand: Karriereende, Daten wohl komplett |        |        |            |             |         |        |